# Dracula vlad-tepes
Dracula vlad-tepes là một loài thực vật có hoa trong họ Lan. Loài này được Luer & R.Escobar mô tả khoa học đầu tiên năm 1981.